# Kinloch, Missouri
Kinloch, Missouri (енгл. Kinloch) град је у америчкој савезној држави Мисури.

## Демографија
По попису из 2010. године број становника је 298, што је 151 (-33,6%) становника мање него 2000. године.
| Група             | 2000.       | 2010.       |
| Белци             | 8 (1,8%)    | 10 (3,4%)   |
| Афроамериканци    | 433 (96,4%) | 282 (94,6%) |
| Азијати           | 1 (0,2%)    | 2 (0,7%)    |
| Хиспаноамериканци | 3 (0,7%)    | 0 (0,0%)    |
| Укупно            | 449         | 298         |